# Centro Médico Assuta Tel Aviv
El Centro Médico Assuta (en hebreo: אסותא מרכזים רפואיים) es un centro médico privado ubicado en el barrio de Ramat HaHayal, en el norte de Tel Aviv, Israel. El centro fue establecido en 1936. El hospital realiza intervenciones quirúrgicas y diagnóstico médico, el centro cuenta con departamentos de cardiología, oncología, ginecología y urología.

## Historia
El hospital fue fundado en Tel Aviv en 1936 por Ben-Zion Harel, un médico que más tarde se convirtió en miembro de la Knéset. Inicialmente, el hospital tenía una plantilla de 34 médicos y 74 camas. El arquitecto que diseñó el edificio fue Joseph Neufeld, un destacado defensor del estilo internacional en Israel.

## Instalaciones
En 2009, el hospital de Assuta se mudó a un nuevo edificio en el barrio de Ramat HaHayal. Con un espacio de 90.000 metros cuadrados (970.000 pies cuadrados), es el hospital privado más grande de Israel. El edificio fue diseñado por la compañía canadiense Zeidler Partnership Architects y las firmas de arquitectura israelí Marcelo Brestovisky Architects & Town Planners y Moore Yaski Sivan Architects.
El centro médico Assuta es propiedad de los servicios sanitarios del grupo Maccabi. El hospital tiene dieciséis quirófanos y está certificado para realizar procedimientos quirúrgicos en todas las ramas de la medicina. Cada año se realizan alrededor de 17.000 operaciones, que incluyen procedimientos quirúrgicos complicados, como cirugía a corazón abierto y procedimientos neurológicos.
El hospital opera un laboratorio de cateterismo cardíaco y realiza todo tipo de procedimientos de angiografía, incluidos los procedimientos diagnósticos y terapéuticos, y la inserción de stent durante la angioplastia.
Assuta es uno de los siete hospitales israelíes que recibió la acreditación de la comisión conjunta internacional, una organización que establece los estándares de seguridad para la atención médica.
El hospital de Assuta realiza fecundaciones in vitro (FIV). En 2002, la revista Human Reproduction Update informó que se realizaron 1.657 procedimientos de fecundación in vitro por un millón de personas al año en Israel, en comparación con los 899 procedimientos que se realizaron en Islandia, que fue el segundo en la lista.
En el centro de fertilidad de Assuta, un laboratorio alberga 25 incubadoras y 60,000 embriones humanos congelados que se almacenan en nitrógeno líquido. Mientras que el procedimiento es pagado por el estado en hospitales públicos, los pacientes de Assuta tienen que pagar un copago de aproximadamente 150 dólares estadounidenses.
En 2011, Assuta ganó la licitación para construir un nuevo centro médico en Asdod. Assuta opera cuatro hospitales y cuatro centros médicos ambulatorios en Israel.
Los servicios de Assuta en Asdod incluirán la administración de una sala de emergencias con una estructura reforzada protegida de ataques con misiles, una sala de medicina interna, una sala de geriatría, una sala de pediatría, un centro de cardiología, un instituto de oncología y una sala de diálisis. El hospital tendrá un total de 105 camas y otras 100 camas para hospitalizaciones breves.